# Герини, Станислас
Станисла́с Герини́ (фр. Stanislas Guerini; род. 14 мая 1982, Париж) — французский политик, лидер партии «Вперёд, Республика!» (2018—2022). Министр реорганизации и государственной службы (2022—2024).

## Биография
Окончил в Париже частную Эльзасскую школу и лицей Генриха IV, с 2002 по 2006 год учился в парижской Школе высших коммерческих исследований, по окончании которой пришёл на работу в штаб-квартиру Доминика Стросс-Кана (в 2006 году тот боролся за лидерство в Социалистической партии). Там познакомился с молодыми сотрудниками Исмаэлем Эмельяном и Бенжаменом Гриво (впоследствии оба стали советниками будущего президента Франции Эмманюэля Макрона). После поражения Стросс-Кана от Сеголен Руаяль Герини ушёл из политики и вместе с отцом Исмаэля Эмельяна, инженером Жаном-Паскалем Эмельяном, основал в 2008 году компанию Watt&Home, занятую продажей и установкой солнечных батарей (в 2014 году он оставил директорский пост в собственном детище и перешёл в международную многопрофильную компанию Elis).

### Партийная карьера
Осенью 2015 года принял на самом раннем этапе активное участие в создании движения сторонников Эмманюэля Макрона, позднее ставшее партией «Вперёд, Республика!».
11 июня 2017 года в первом туре парламентских выборов победил в 3-м избирательном округе Парижа, получив 45,08 % голосов, а 18 июня во втором туре был избран депутатом Национального собрания с результатом 65,5 %. Его соперницей была кандидат блока независимых и республиканцев Валери Намэ (Valérie Nahmias).
В парламенте занял должность пресс-секретаря партийной фракции и вошёл в Комиссию по финансам, общим экономическим вопросам и бюджетному контролю.
1 декабря 2018 года на заседании Совета партии «Вперёд, Республика!» в Ножан-сюр-Марн с участием 367 членов из 743 (мероприятие было перенесено из Парижа, где в тот момент шла манифестация движения «жёлтых жилетов») большинством в 82 % голосов избран новым генеральным делегатом партии (его противником был депутат от заграничного округа Национального собрания Иоахим Сон-Форже).

### Работа в правительствах
20 мая 2022 года получил портфель министра государственной службы при формировании правительства Элизабет Борн.
17 сентября 2022 года было избрано новое руководство партии, реорганизованной в партию «Возрождение», генеральным секретарём которой стал Стефан Сежурне.
11 января 2024 года было сформировано правительство Атталя, в котором Герини не получил никакого назначения.
8 февраля 2024 года при назначении министров-делегатов получил в правительстве Атталя прежнюю должность.
21 сентября 2024 года по итогам досрочных парламентских выборов было сформировано правительство Барнье, в котором Герини не получил никакого назначения.